# Járosi János
Járosi János (Budapest, 1953. június 16. – Kecskemét, 2017. december 8.) válogatott magyar röplabdázó, edző.

## Pályafutása
Járosi János és Lipcsei Ilona gyermekeként született. 1971-ben a Kecskeméti Közgazdasági és Mezőgazdasági Technikumban érettségizett. 1977-ben a Testnevelési Főiskolán testnevelő tanár oklevelet, majd 1981-ben ugyanitt röplabdaszakedzői diplomát szerzett.
1963 és 1972 között a Kecskeméti Dózsa, 1972-73-ban a Kecskeméti SC, 1973 és 1977 között a TFSE, 1977 és 1984 között ismét a Kecskeméti SC játékosa volt. 1984 és 1986 között a Veszprémi SE játékosedzője volt, közben 1985-86-ban a török Bursa Mako csapatában is röplabdázott. 1976 és 1983 között ötven alkalommal szerepel a magyar válogatottban. Tagja volt az 1977-es finnországi Európa-bajnokságon negyedik helyezést elért csapatnak.
1986 és 1988 között a Nyíregyházi VSSC, 1988 és 1990 között a Nyírbátori Báthory SC vezetőedzője. 1990-től a Nyíregyházi Bessenyei Tanárképző Főiskola SE edzőjeként tevékenykedett.

## Sikerei, díjai
Kecskeméti SC
- Magyar bajnokság
  - bajnok: 1982–83
  - 2. (5): 1980, 1981, 1981–82, 1983–84, 1984–85
- Magyar kupa (MNK)
  - győztes (4): 1980, 1981, 1981–82, 1982–83
  - 2. (3): 1978, 1983–84, 1984–85